# 미도우랜즈 아레나
미도우랜즈 아레나(영어: Meadowlands Arena)는 미국 뉴저지주 이스트러더퍼드에 위치한 실내 경기장이다. 과거 NBA 뉴저지 네츠와 NHL 뉴저지 데블스의 홈경기장으로 사용되었다.
| NBA 올스타전 개최 경기장 |                         |         |
| 1981년                   | 1982년 브렌든 번 아레나 | 1983년  |
| 콜리시엄 앳 리치필드     | 1982년 브렌든 번 아레나 | 더 포럼 |
|                          |                         |         |
|                          |                         |         |

| NHL 올스타전 개최 경기장        |                         |               |
| 1983년                          | 1984년 브렌던 번 아레나 | 1985년        |
| 나소 베터런스 메모리얼 콜리시엄 | 1984년 브렌던 번 아레나 | 올림픽 새들돔 |
|                                 |                         |               |
|                                 |                         |               |